# Otto Bradfisch
Otto Bradfisch (10. maj 1903 – 22. juni 1994) var en tysk økonom, jurist, SS-Sturmbannführer og leder af Einsatzkommando 8 samt medlem af SD. Han var derudover chef for sikkerhedspolitiet i Litzmannstadt (Łódź) og Potsdam.
Efter krigen lykkedes det ham indtil 1953 at skjule sin sande identitet og i stedet gå under navnet Karl Evers. Efter nogen tid begyndte han igen at bruge sit rigtige navn. Den 21. april 1958 blev Bradfisch midlertidigt tilbageholdt og dømt ved Münchens statsdomstol til 10 år i fængsel. I 1963 blev hans straf ændret til 13 års fængsel. Bradfisch og hans kone, som blev gift den 23. november 1932, havde tre børn, hvoraf den yngste, en pige født i Łódź, døde, da de var på flugt fra den sovjetiske fremrykning.
1. ↑  Navnet er anført på engelsk og stammer fra Wikidata hvor navnet endnu ikke findes på dansk.